# Louis Raphaël I Sako
Louis Raphaël I Sako (in siriaco: ܠܘܝܣ ܪܘܦܐܝܠ ܩܕܡܝܐ ܣܟܘ; Zakho, 4 luglio 1948) è un cardinale e patriarca cattolico iracheno, dal 31 gennaio 2013 patriarca della Chiesa cattolica caldea.

## Biografia
Louis Sako è nato a Zakho, in Iraq, il 4 luglio 1948.

### Ministero sacerdotale
Il 1º giugno 1974 è stato ordinato sacerdote. Inizialmente ha prestato il suo servizio pastorale presso la chiesa cattedrale di Mosul. Dal 1979 ha frequentato a Roma il Pontificio Istituto Orientale, dove ha conseguito il dottorato in Patrologia orientale. Ha conseguito poi il dottorato in Storia alla Sorbona di Parigi.
Nel 1986 è stato nominato parroco della chiesa del Perpetuo Soccorso a Mosul. Dal 1997 al 2002 ha ricoprerto l'ufficio di rettore del seminario patriarcale di Baghdad.

### Ministero episcopale
Il 27 settembre 2003 è stato eletto arcieparca di Kirkuk. Ha ricevuto la consacrazione episcopale il 14 novembre dalle mani dell'arcieparca emerito André Sana.
Il 31 gennaio 2013 è stato eletto patriarca di Babilonia dei Caldei dal sinodo dei vescovi della Chiesa cattolica caldea riunito a Roma, e ha assunto il nome di Louis Raphaël I. Il 1º febbraio papa Benedetto XVI gli ha concesso l'ecclesiastica communio.
Il 6 marzo 2013 si è svolta la solenne cerimonia di intronizzazione del nuovo patriarca nella cattedrale caldea di San Giuseppe a Baghdad.
Nel maggio 2013 ha indirizzato ai vescovi, al clero e ai religiosi della Chiesa caldea una lettera, nella quale chiarisce la posizione ufficiale del Patriarcato circa la «questione del nazionalismo caldeo che sta contrapponendo il Patriarcato - a favore dell'unità con le altre chiese presenti in Iraq e che tracciano la loro comune origine nella Chiesa d'Oriente diffusasi in Mesopotamia ai tempi della predicazione di San Tommaso - e le due diocesi caldee degli Stati Uniti da tempo a favore di una netta divisione delle suddette chiese in base alla diversa identità nazionale». Nella lettera ribadisce che «non è un difetto amare la propria nazione ed esserne orgogliosi, ma lo è il considerarla migliore delle altre e a esse superiore, e insultare coloro che non riconoscono questa stessa identità nazionale».
Nel 2014, vietò ai 120.000 profughi cristiani rifugiati nel Kurdistan iracheno di rifornirsi di armi per combattere insieme all'esercito peshmerga curdo contro le milizie dello Stato islamico.

Inoltre, ha condannato i bombardamenti statunitensi nelle terre conquistate dai jihadisti, la costituzione spontanea di milizie cristiane indipendenti dagli eserciti regolari curdo e iracheno, l'esodo dei cristiani iracheni caldei in America.
Il 20 maggio 2018, al termine del Regina Cœli, papa Francesco ha annunciato la sua creazione a cardinale nel concistoro del 28 giugno, divenendo così il terzo vescovo iracheno a ricevere la porpora dopo Ignace Gabriel I Tappouni ed Emmanuel III Delly.
Dal 5 all'8 marzo 2021 è stato tra i vescovi che hanno accolto papa Francesco nello storico viaggio apostolico in Iraq.
Il 29 settembre 2021 è stato nominato membro della Congregazione per l'educazione cattolica e il 4 gennaio successivo membro del Consiglio per l'economia.
Il 19 febbraio 2022 è divenuto il primo patriarca di Baghdad dei Caldei a seguito del mutamento del nome del patriarcato di Babilonia dei Caldei in quello attuale.
Il 7 e 8 maggio 2025 ha partecipato come cardinale elettore al conclave che ha portato all'elezione di papa Leone XIV.

## Genealogia episcopale e successione apostolica
La genealogia episcopale è:
- Patriarca Eliya XI Denha
- Patriarca Yukhannan VIII Hormizd
- Vescovo Isaie Jesu-Yab-Jean Guriel
- Arcivescovo Augustin Hindi
- Patriarca Yosep VI Audo
- Patriarca Eliya XIV Abulyonan
- Patriarca Yosep Emmanuel II Thoma
- Patriarca Yosep VII Ghanima
- Arcivescovo André Sana
- Cardinale Louis Raphaël I Sako

La successione apostolica è:
- Arcivescovo Yousif Thomas Mirkis, O.P. (2014)
- Arcivescovo Habib Hermez Jajou Al-Nawfali (2014)
- Vescovo Saad Sirop Hanna (2014)
- Vescovo Frank Yohana Kalabat (2014)
- Vescovo Emmanuel Hana Shaleta (2015)
- Vescovo Basel Salim Yaldo (2015)
- Arcivescovo Najib Mikhael Moussa, O.P. (2019)
- Vescovo Robert Saeed Jarjis (2019)
- Vescovo Felix Dawood Al Shabi (2020)
- Vescovo Thabet Habib Yousif Al Mekko (2021)
- Vescovo Azad Sabri Shaba (2022)
- Arcivescovo Sabri Anar (2023)
- Arcivescovo Imad Khoshaba Gargees (2023)